# Туше, Джордж, 9-й барон Одли
Джордж Туше (англ. George Tuchet; умер в июне 1560) — английский аристократ, 9-й барон Одли и 6-й барон Туше с 1558 года. Единственный сын Джона Туше, 8-го барона Одли, и его жены Мэри Гриффин. Унаследовал семейные владения и титулы после смерти отца. Был женат дважды: на Элизабет Тук (дочери сэра Брайана Тука) и на Джоанн Платт из Честера. В первом браке родился сын Генри (умер в 1563), 10-й барон Одли и 7-й барон Туше.